# Max Weber senior

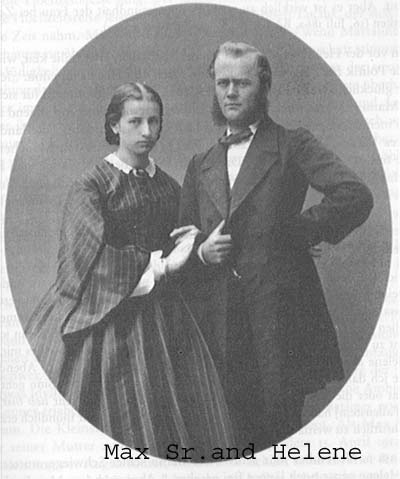
Max Weber sen. mit seiner Frau Helene

Maximilian „Max“ Weber (* 31. Mai 1836 in Bielefeld; † 10. August 1897 in Riga) war ein deutscher Jurist, Kommunalbeamter sowie nationalliberaler Politiker.

## Leben
Weber stammte aus dem Bielefelder Handelspatriziat. Sein Bruder war der Oerlinghauser Unternehmer Carl David Weber. Weber studierte in Göttingen, wo er sich im Wintersemester 1854/55 der Burschenschaft Hannovera anschloss, und in Berlin. Nach Promotion zum Dr. jur. utr. und Zweitem Juristischen Staatsexamen arbeitete er kurze Zeit bei der Stadtverwaltung Berlin.
Zwischen 1862 und 1869 war er besoldeter Stadtrat in Erfurt. Danach war er in ähnlicher Position bis 1893 in Berlin, wohnte allerdings im damals noch selbständigen Charlottenburg.
Er war führendes Mitglied der Nationalliberalen Partei und gehörte dem zentralen Vorstand an. Zwischen 1872 und 1877 (Reichstagswahlkreis Herzogtum Sachsen-Coburg-Gotha 1 Coburg), 1879 und 1881 (Wahlkreis Magdeburg-Stadt) sowie von 1881 bis 1884 (Reichstagswahlkreis Herzogtum Braunschweig 3 Holzminden-Gandersheim) war Weber Reichstagsmitglied. Dem Preußischen Abgeordnetenhaus gehörte er von 1868 bis 1882 (Wahlkreis Erfurt) und von 1884 bis 1892 (Wahlkreis Oschersleben-Halberstadt-Wernigerode) an.
Weber war Mitglied der Reichsschuldenkommission sowie der preußischen Schuldenkommission.
Er verfasste einige kleinere politische Schriften und Arbeiten zur Kommunalstatistik.

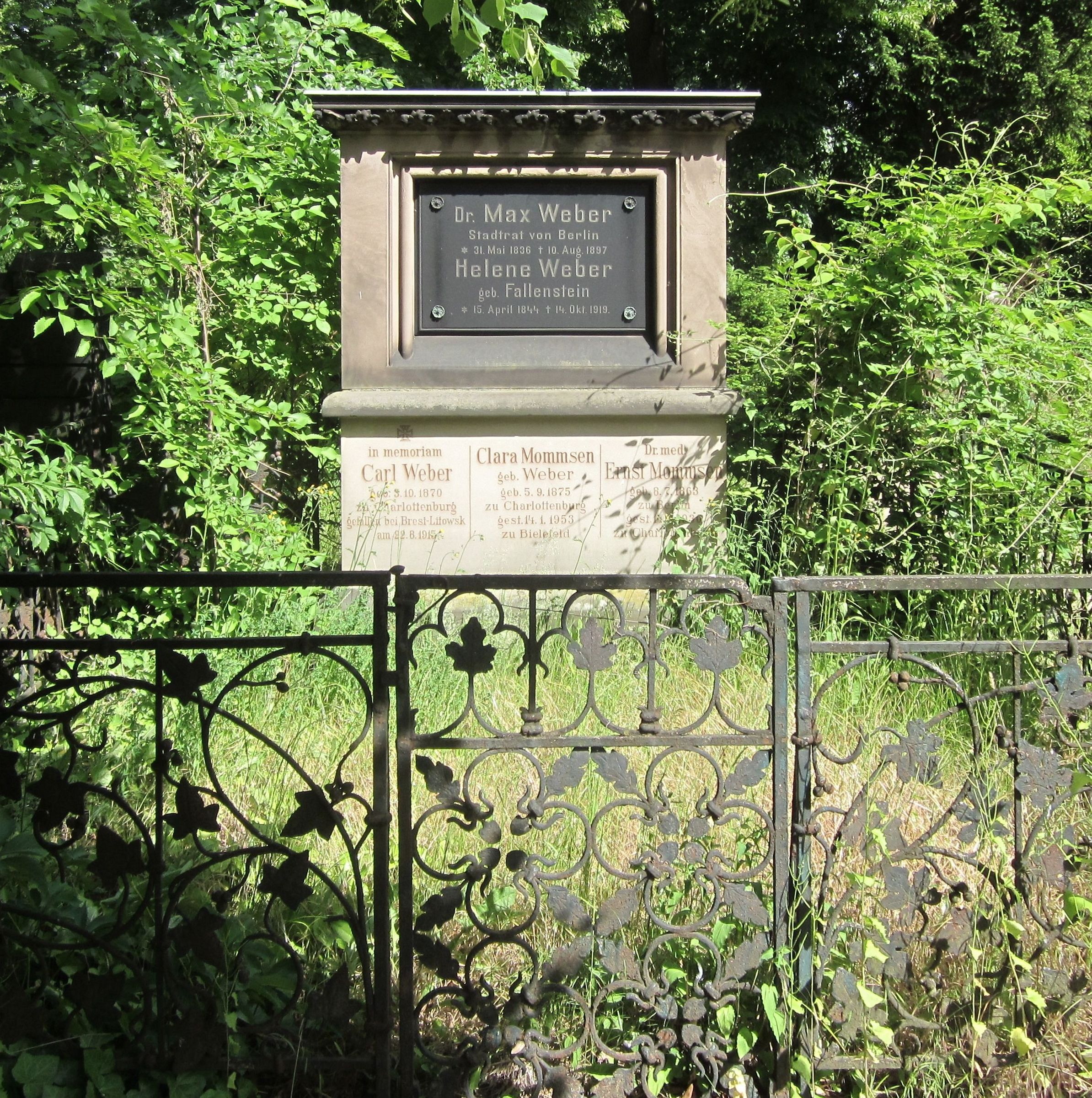
Familiengrab Weber (Zustand 2012)

Mit Helene Weber, geb. Fallenstein (1844–1919), die er 1863 heiratete, hatte er acht Kinder, von denen sechs das Erwachsenenalter erreichten, darunter die Soziologen Max und Alfred Weber, Karl Weber, der Architekt wurde und im I. Weltkrieg 1917 vor Brest-Litowsk fiel, und der jüngste Sohn Arthur (1877–1952), ein Offizier. Die älteste überlebende Tochter Clara (1875–1953) heiratete den Arzt Ernst Mommsen (1863–1930), einen Sohn von Theodor Mommsen. Über Helenes ältere Schwestern Ida und Henriette Fallenstein war er mit Hermann Baumgarten und Adolf Hausrath verschwägert. 

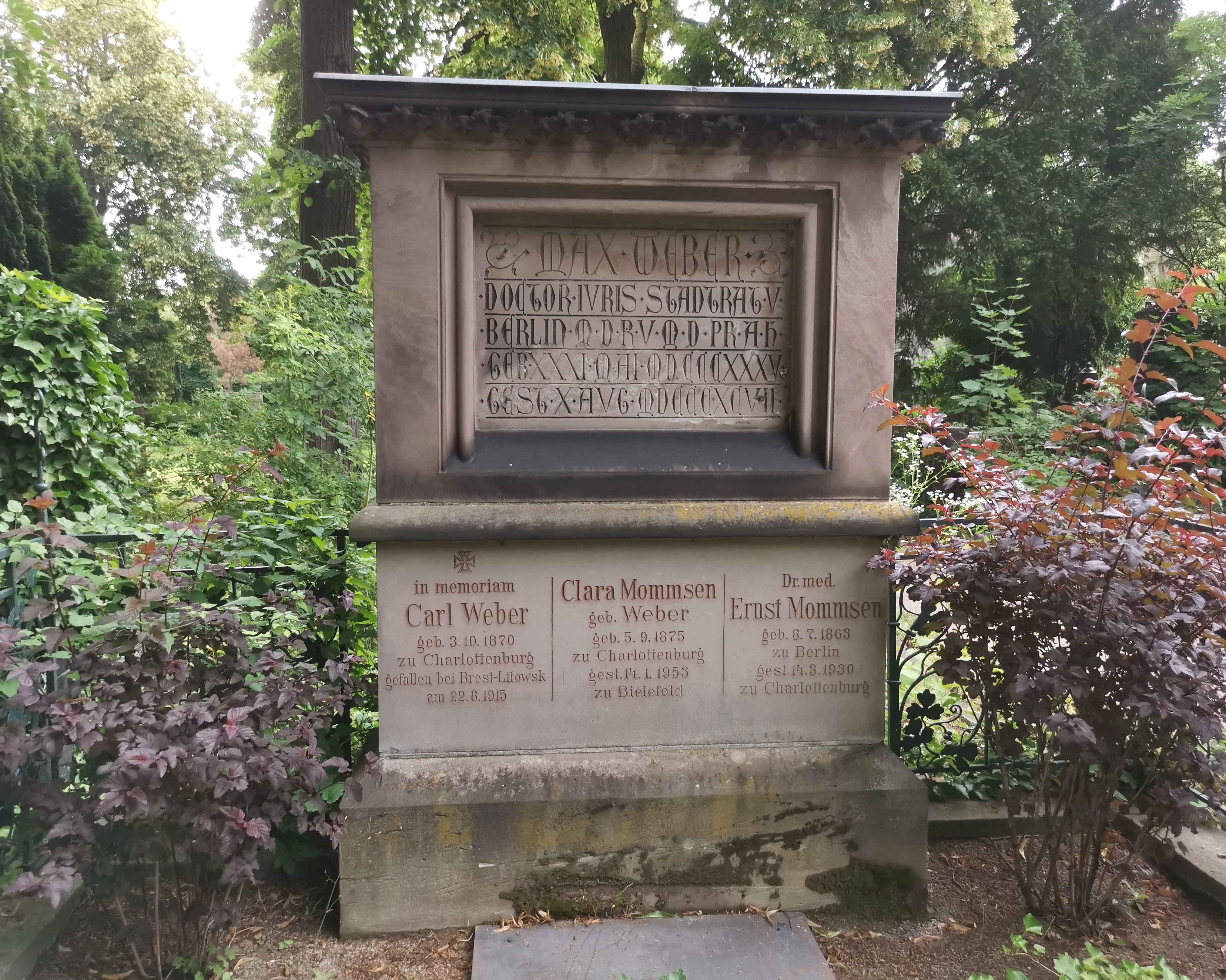
Familiengrab Weber (Zustand 2024)

Max Weber sen. ruht – nachdem er in Riga auf einer Reise gestorben war – in einem Familiengrab auf dem Friedhof IV der Gemeinde Jerusalems- und Neue Kirche an der Bergmannstraße in Berlin-Kreuzberg, in dem auch seine Frau sowie Clara und Ernst Mommsen bestattet wurden.